# 세계프로당구스누커협회
세계프로당구스누커협회(영어: World Professional Billiards and Snooker Association, WPBSA)는 1968년에 설립되어 브리스틀에 본사를 둔 당구 협회이다.